# Яав I Ілінгу
Яав I Ілінгу (*д/н — 1660) — 3-й мватаганд (володар) держави Лунди в 1630—1660 роках.

## Життєпис
Молодший син Ілунги Мбіді, вождя (булопве) одного з племен народу кунда, та Буланди, сестри Конголо, мулохве Луби. При народженні отримав ім'я Лусінг. Близько 1600 року разом з середнім братом Чибіндою залишив державу Луба.
В подальшому допоміг Чибінді захопити трон в державі Лунда. Активно брав участь у розширенні держави, можливо наприкінці правління брата очолював війська. Тому після смерті Чибінди близько 1630 року зумів зайняти трон в обхід небожа Мутомби. взявши ім'я Яав I.
Протягом 30 років розширив державу. Продовжив політику підкорення народу луена в межиріччі Касаї та Кванго. Також стикнувся з державою Касандже, створену народом ібангала. 
Близько 1660 року Яав I Ілінгу загинув у війні з племенами чохве на південному заході. Йому спадкував небіж Мутомба.